# Хэцзинь
Хэцзи́нь (кит. упр. 河津, пиньинь Héjīn, буквально: «речной брод») — городской уезд городского округа Юньчэн провинции Шаньси (КНР).

## История
При империи Цинь был создан уезд Пиши (皮氏县). При империи Хань в 14 году он был переименован в Яньпин (延平县), но при империи Восточная Хань ему было возвращено название Пиши. При империи Северная Вэй в 446 году он был переименован в Лунмэнь (龙门县). При империи Сун в 1120 году уезд Лунмэнь был переименован в Хэцзинь (河津县).
В 1949 году был создан Специальный район Юньчэн (运城专区), и уезд вошёл в его состав. В 1954 году Специальный район Линьфэнь был объединён со Специальным районом Юньчэн (运城专区) в Специальный район Цзиньнань (晋南专区); при этом уезд Хэцзинь был присоединён к уезду Цзишань. В 1962 году уезд Хэцзинь был создан вновь.
В 1970 году Специальный район Цзиньнань был расформирован, а вместо него образованы Округ Линьфэнь (临汾地区) и Округ Юньчэн (运城地区); уезд вошёл в состав округа Юньчэн.
В 1994 году уезд Хэцзинь был преобразован в городской уезд.
В 2000 году постановлением Госсовета КНР округ Юньчэн был преобразован в городской округ Юньчэн.

## Административное деление
Городской уезд делится на 2 уличных комитета, 2 посёлка и 5 волостей.